# 帕玛卡里斯托斯教堂

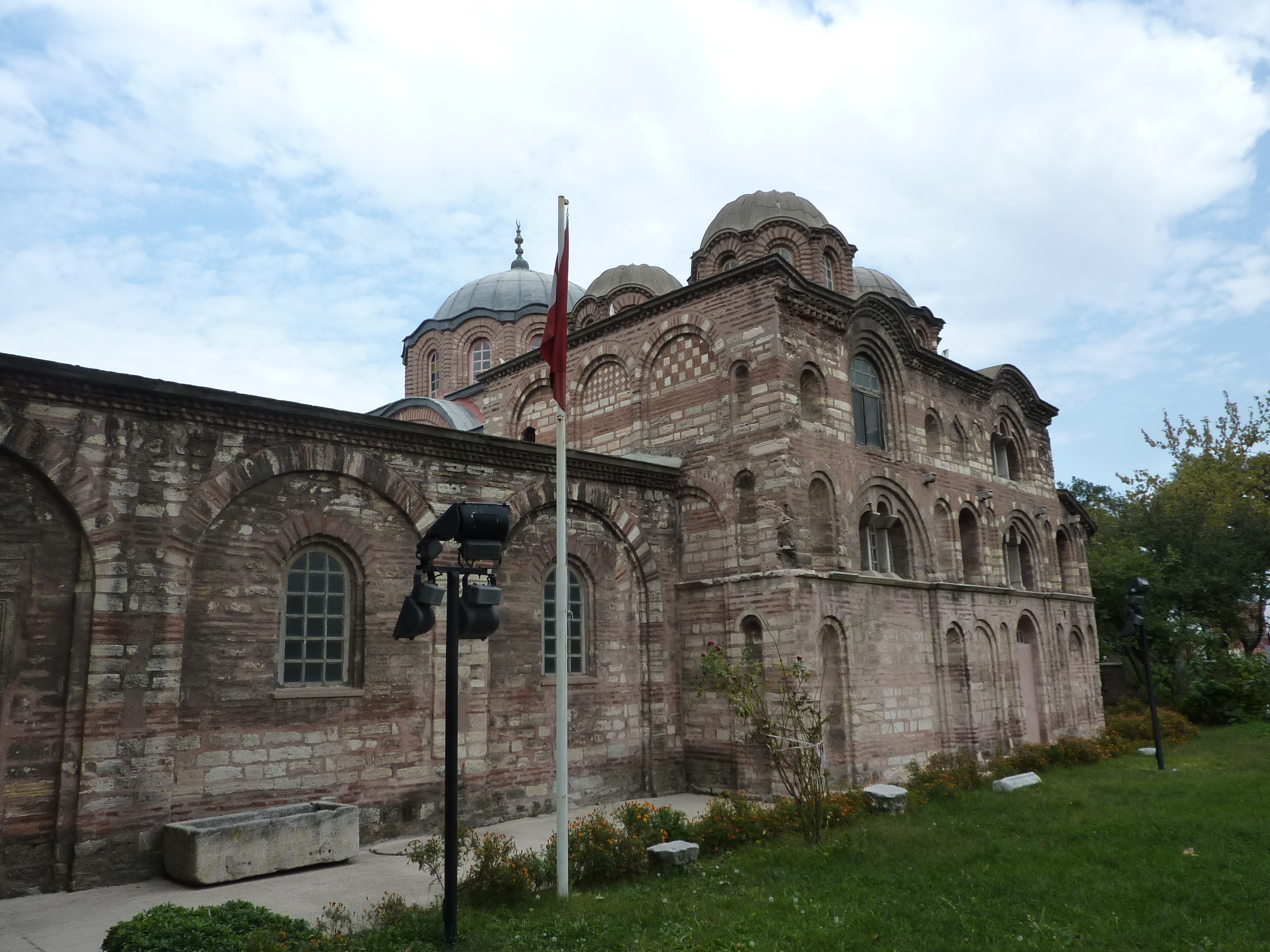
博物馆

41°01′45″N 28°56′47″E / 41.02917°N 28.94639°E
帕玛卡里斯托斯教堂（"万福诞神女"）是土耳其伊斯坦布尔最著名的希腊东正教拜占庭教堂之一，位于伊斯坦布尔城墙内法蒂赫区，俯瞰金角湾。在1591年改为“费特希耶清真寺”（“征服清真寺”），今天小堂部分（parekklesion）是一个博物馆。建筑是君士坦丁堡最重要的巴列奥略建筑之一，也是君士坦丁堡普世牧首驻扎的最后一个前奥斯曼帝国建筑。它还拥有伊斯坦布尔最大数量的拜占庭马赛克，仅次于圣索菲亚大教堂和科拉教堂。

## 历史

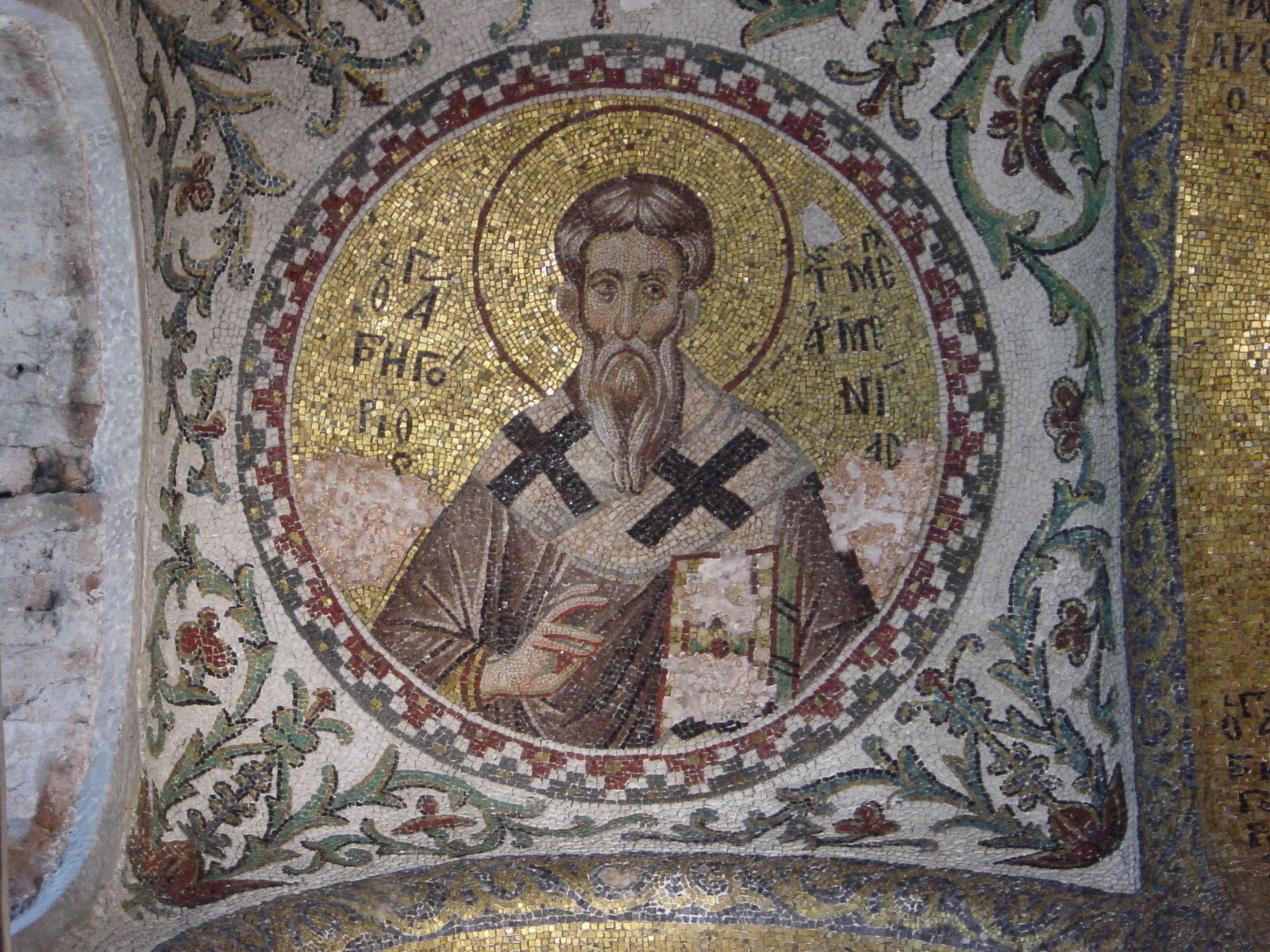
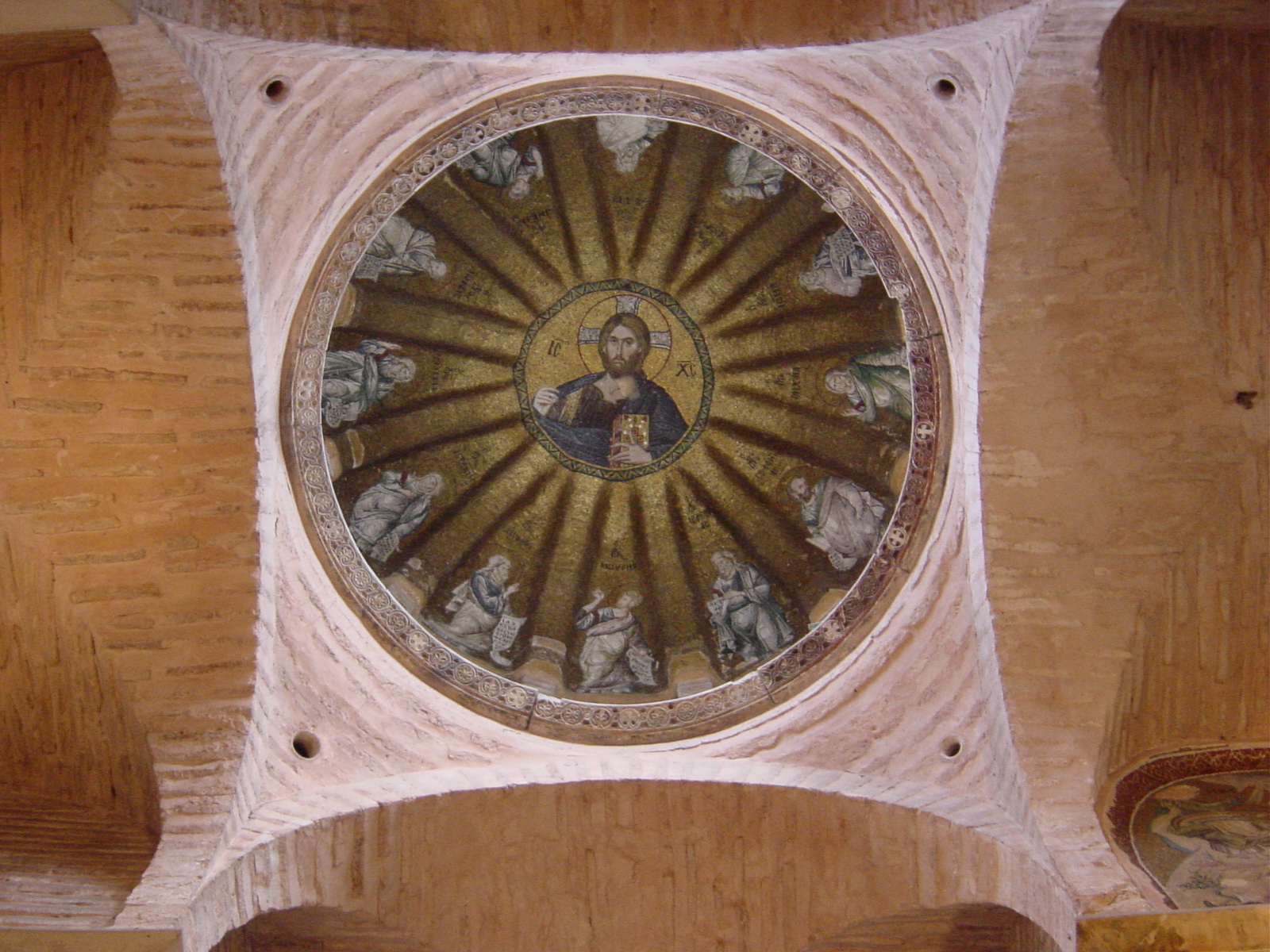
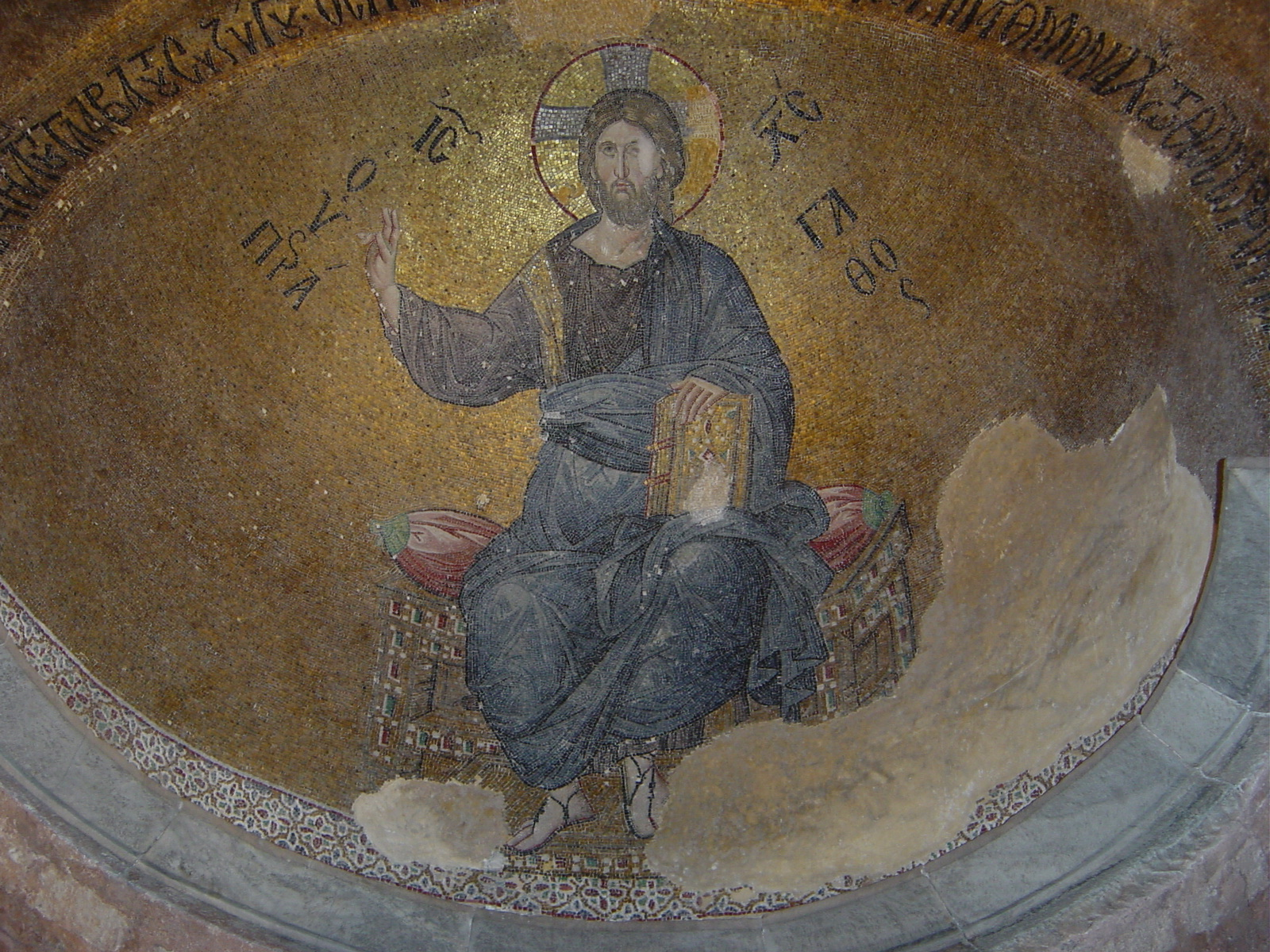
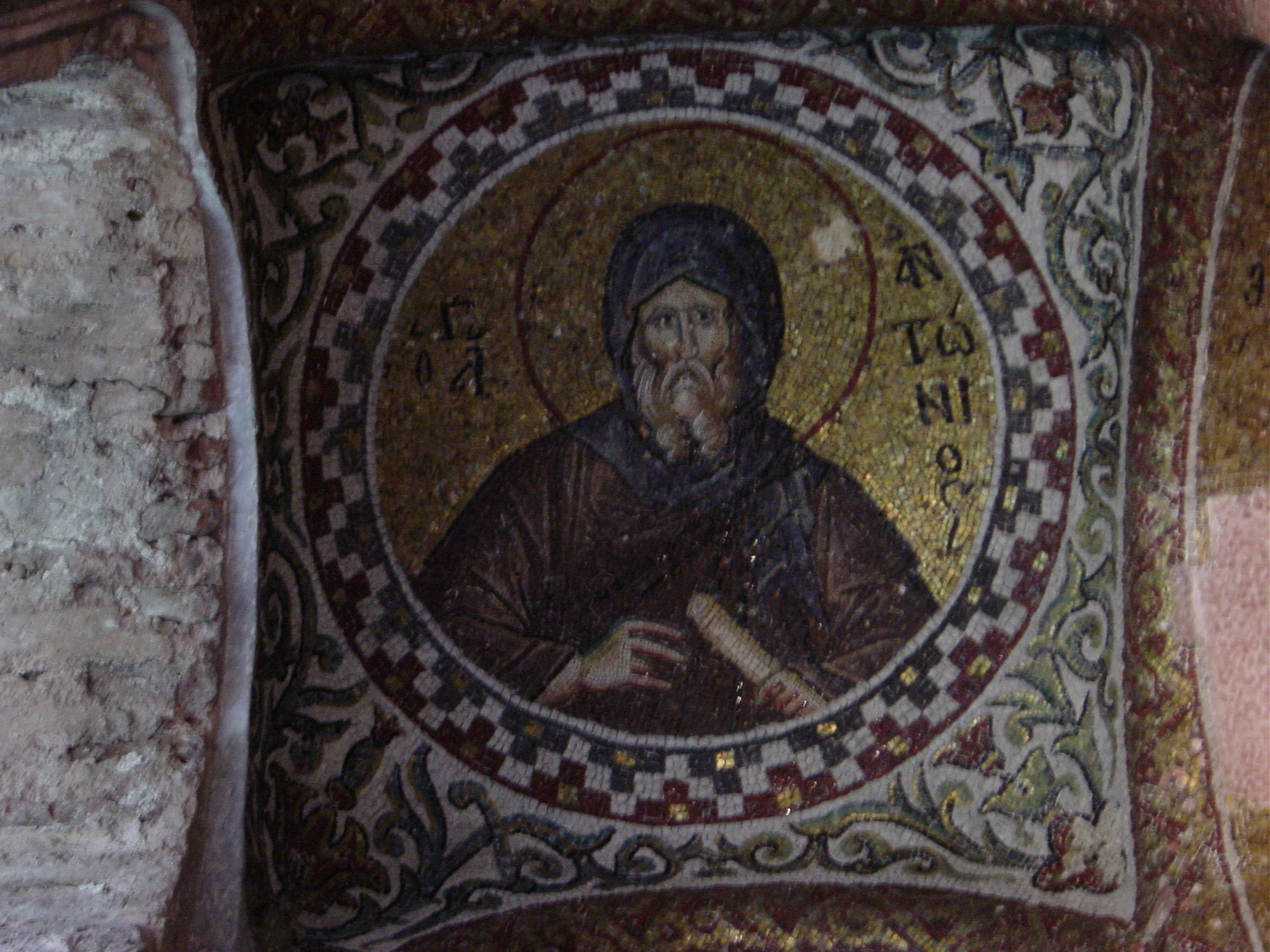
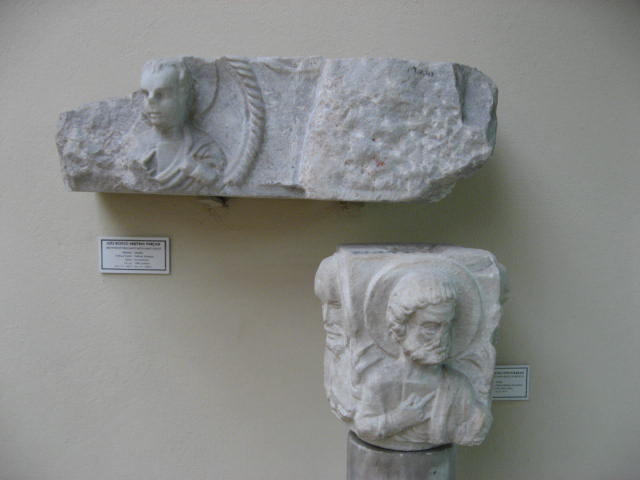

根据大多数学者，该堂建于十一世纪和十二世纪之间。许多历史学家和考古学家认为，最初的教堂建筑系米海尔七世（1071-1078年）所建，另一些认为建于科穆宁王朝时期。瑞士学者Ernest Mamboury认为原来教堂建于8世纪。
在巴列奥略王朝早期，教堂的南侧增加了一个小堂，供奉基督逻各斯（希臘語：Christos ho Logos）。在1310年后不久，玛莎·格拉巴斯为纪念她已故的丈夫，安德洛尼卡二世的将军Michael Doukas Glabas Tarchaneiotes，建立了这座小堂。沿着小堂的内外，是由诗人Manuel Philes写的献给基督的优雅的诗句。小堂代表了拜占庭后期君士坦丁堡最美丽的建筑。圆顶周围描绘旧约先知（摩西、耶利米、西番雅, 弥迦、约珥、撒迦利亚、俄巴底亚, 哈巴谷、约拿、玛拉基、以西结和以赛亚，后殿描绘基督、圣母玛利亚和施洗约翰。
君士坦丁堡的陷落之后，君士坦丁堡普世牧首的驻地先被移到圣使徒教堂，又于1456年移到帕玛卡里斯托斯教堂，直到1587年。
五年后，奥斯曼帝国苏丹穆拉德三世将该堂改造成清真寺，并命名为费特希耶清真寺（Fethiye Camii，征服清真寺），以纪念他征服格鲁吉亚和阿塞拜疆。原来的建筑被大大改变。为了适应祷告的要求，移除了大部分内墙，以便产生更大的内部空间。
该建筑曾一度荒废，1949年，美国拜占庭研究所和敦巴顿橡树园恢复其原初的辉煌。 主殿仍然是清真寺，而小堂成为博物馆。。